# Skenea peterseni
Skenea peterseni är en snäckart som först beskrevs av Friele 1877.  Skenea peterseni ingår i släktet Skenea, och familjen Skeneidae. Arten har ej påträffats i Sverige.